# Liste von Literaturverfilmungen nach Autor (Polen)
Die Liste von Literaturverfilmungen nach Autor (Polen) bietet einen Überblick über Filmproduktionen und Fernsehserien, die auf literarischen Vorlagen polnischer Autoren basieren.
| Autor              | Titel                                           | Produktionsland                                                               | Jahr                 | Regisseur                                   |
| ------------------ | ----------------------------------------------- | ----------------------------------------------------------------------------- | -------------------- | ------------------------------------------- |
| Jerzy Andrzejewski | Asche und Diamant Popiół i diament              | Polen                                                                         | 1958                 | Andrzej Wajda                               |
| Jerzy Andrzejewski | Die Karwoche Wielki tydzień                     | Polen, Deutschland, Frankreich                                                | 1995                 | Andrzej Wajda                               |
| Jerzy Andrzejewski | Die Pforten des Paradieses Gates to Paradise    | Vereinigtes Königreich, Jugoslawien                                           | 1968                 | Andrzej Wajda                               |
| Jerzy Andrzejewski | Die unschuldigen Zauberer Niewinni czarodzieje  | Polen                                                                         | 1960                 | Andrzej Wajda                               |
| Joanna Bator       | Dunkel, fast Nacht Ciemno, prawie noc           | Polen                                                                         | 2019                 | Borys Lankosz                               |
| Pawel Huelle       | Weiser                                          | Polen / Schweiz / Deutschland                                                 | 2001                 | Wojciech Marczewski                         |
| Stanislaw Lem      | Aus den Sterntagebüchern des Ijon Tichy         | Deutschland                                                                   | 1999                 | Randa Chahoud, Dennis Jacobsen, Oliver Jahn |
| Stanislaw Lem      | The Congress כנס העתידנים                       | Israel, Frankreich, Deutschland, Belgien, Polen, Luxemburg כנס העתידנים       | 2013                 | Ari Folman                                  |
| Stanislaw Lem      | Ijon Tichy: Raumpilot                           | Deutschland                                                                   | 2006–2007, 2010–2011 |                                             |
| Stanislaw Lem      | Ikarie XB 1 Ikarie XB-1                         | Tschechoslowakei                                                              | 1963                 | Jindřich Polák                              |
| Stanislaw Lem      | Der schweigende Stern                           | DDR / Polen                                                                   | 1960                 | Kurt Maetzig                                |
| Stanislaw Lem      | Solaris Солярис                                 | Sowjetunion                                                                   | 1968                 | Boris Nirenburg, Lidija Ischimbajewa        |
| Stanislaw Lem      | Solaris Солярис                                 | Sowjetunion                                                                   | 1972                 | Andrei Tarkowski                            |
| Stanislaw Lem      | Solaris                                         | Vereinigte Staaten                                                            | 2002                 | Steven Soderbergh                           |
| Stanislaw Lem      | Die Untersuchung Śledztwo                       | Polen                                                                         | 1974                 | Marek Piestrak                              |
| Wladyslaw Reymont  | Das Flüstern der Felder Chlopi                  | Polen / Serbien / Litauen                                                     | 2023                 | Dorota Kobiela, Hugh Welchman               |
| Wladyslaw Reymont  | Das gelobte Land Ziemia obiecana                | Polen                                                                         | 1975                 | Andrzej Wajda                               |
| Henryk Sienkiewicz | Durch Wüste und Dschungel W pustyni i w puszczy | Polen                                                                         | 1973                 | Władysław Ślesicki                          |
| Henryk Sienkiewicz | Durch Wüste und Wildnis W pustyni i w puszczy   | Polen                                                                         | 2001                 | Gavin Hood                                  |
| Henryk Sienkiewicz | Die Kreuzritter Krzyżacy                        | Polen                                                                         | 1960                 | Aleksander Ford                             |
| Henryk Sienkiewicz | Mit Feuer und Schwert Ogniem i mieczem          | Polen                                                                         | 1999                 | Jerzy Hoffman                               |
| Henryk Sienkiewicz | Quo Vadis?                                      | Italien                                                                       | 1913                 | Enrico Guazzoni                             |
| Henryk Sienkiewicz | Quo Vadis?                                      | Italien                                                                       | 1924                 | Georg Jacoby, Gabriellino D’Annunzio        |
| Henryk Sienkiewicz | Quo vadis? Quo Vadis                            | Vereinigte Staaten                                                            | 1951                 | Mervyn LeRoy                                |
| Henryk Sienkiewicz | Quo Vadis?                                      | Italien, Frankreich, Spanien, Schweiz, Vereinigtes Königreich, BR Deutschland | 1985                 | Franco Rossi                                |
| Henryk Sienkiewicz | Quo vadis?                                      | Polen                                                                         | 2001                 | Jerzy Kawalerowicz                          |
| Henryk Sienkiewicz | Sintflut Potop                                  | Polen                                                                         | 1974                 | Jerzy Hoffman                               |

Jerzy Andrzejewski:
- 1950 – Warschauer Robinson, Regie: Jerzy Zarzycki (mit Jan Kurnakowicz und Zofia Mrzozowska)
- 1957 – Verlorene Gefühle, Regie: Jerzy Zarzycki (mit Maria Klejdysz und Andrzej Jurczak)
- 1989 – Torquemada (dt. Finsternis bedeckt die Erde, Roman: Ciemności kryją ziemię), Regie: Stanislav Barabáš

Marek Hłasko:
- 1956 – Am Ende der Nacht (Koniec nocy) – Regie: Julian Dziedzina, Paweł Komorowski, Walentyna Uszycka
- 1957 – Der achte Wochentag (Ósmy dzień tygodnia) – Regie: Aleksander Ford
- 1958 – Die Schlinge (Pętla) – Regie: Wojciech Has
- 1958 – Baza ludzi umarłych – Regie: Czesław Petelski
- 1973 – Die zweite Ermordung des Hundes  – Regie: Peter Schulze-Rohr.
- 1987 – Sonata marymoncka – Regie: Jerzy Ridan
- 1995 – Isprani – Regie: Zrinko Ogresta
- 2001 – Niebo nad fabryką – Regie: Piotr Porczyński

Bolesław Prus:
- 1965: Pharao (Faraon) – Regie: Jerzy Kawalerowicz
- 1968: Die Puppe (Lalka) – Regie: Wojciech Has
- 1978: Die Puppe (Lalka) – Regie: Ryszard Ber
- 1979: Vorposten (Placówka) – Regie: Zygmunt Skonieczny
- 1982: Das Mädchenpensionat der Frau Latter (Pensja Pani Latter) – nach dem Roman Die Emanzipierten

Władysław Reymont:
- Ziemia obiecana, 1927, Regie: Aleksander Hertz
- Ziemia obiecana, 1978, Fernsehserie, auf der Grundlage des Films von Andrzej Wajda.
- Chlopi, 1922, Regie: Eugeniusz Modzelewski
- Chlopi, 1973, Regie: Jan Rybkowski

Henryk Sienkiewicz:
- 1961: Ritt in die Freiheit (Col ferro e col fuoco) – basiert auf Ogniem i mieczem – Regie: Fernando Cerchio
- 1968: Leben, Liebe und Tod des Obersten Wolodyjowski (Pan Wołodyjowski) – Regie: Jerzy Hoffman